# Heteronychus intermedius
Heteronychus intermedius är en skalbaggsart som beskrevs av Zhang 1983. Heteronychus intermedius ingår i släktet Heteronychus och familjen Dynastidae. Inga underarter finns listade i Catalogue of Life.